# Innafayce
Innafayce è un EP degli Snuff pubblicato nel 2003.

## Tracce
1. Night Of Fire (Dream) - 3:08
2. Chijiyo No Hoshi (Miyuki Nakajima) - 4:42
3. Maka Na Taiyo (Hibali Misola) - 2:32
4. Rondezvous (Hibali Misola) - 1:52
5. Jangle (Demo) - 3:13
6. A Prisoner Abroad (Live Belgium 2002) - 2:32
7. Iyehf Taidu Leikh (Live Belgium 2002) - 2:58